# Сельхозтехника (Бокситогорский район)
Сельхозтехника — посёлок в Борском сельском поселении Бокситогорского района Ленинградской области.

## История
По данным 1973 и 1990 годов посёлок Сельхозтехника входил в состав Борского сельсовета.
В 1997 году в посёлке Сельхозтехника Борской волости проживали 545 человек, в 2002 году — 518 человек (русские — 98 %).
В 2007 году в посёлке Сельхозтехника Борского СП проживали 509 человек, в 2010 году — 535.

## География
Посёлок расположен в западной части района на автодороге 41К-031 (Дыми — Бочево).
Расстояние до административного центра поселения — 2 км.

## Демография
| 1997 | 2002 | 2007 | 2010 | 2013 | 2014 | 2017 |
| ---- | ---- | ---- | ---- | ---- | ---- | ---- |
| 545  | ↘518 | ↘509 | ↗535 | ↘510 | ↗512 | ↘473 |

## Инфраструктура
На 2017 год в посёлке было зарегистрировано 185 домохозяйств.